# Kirche im Bethanienkrankenhaus

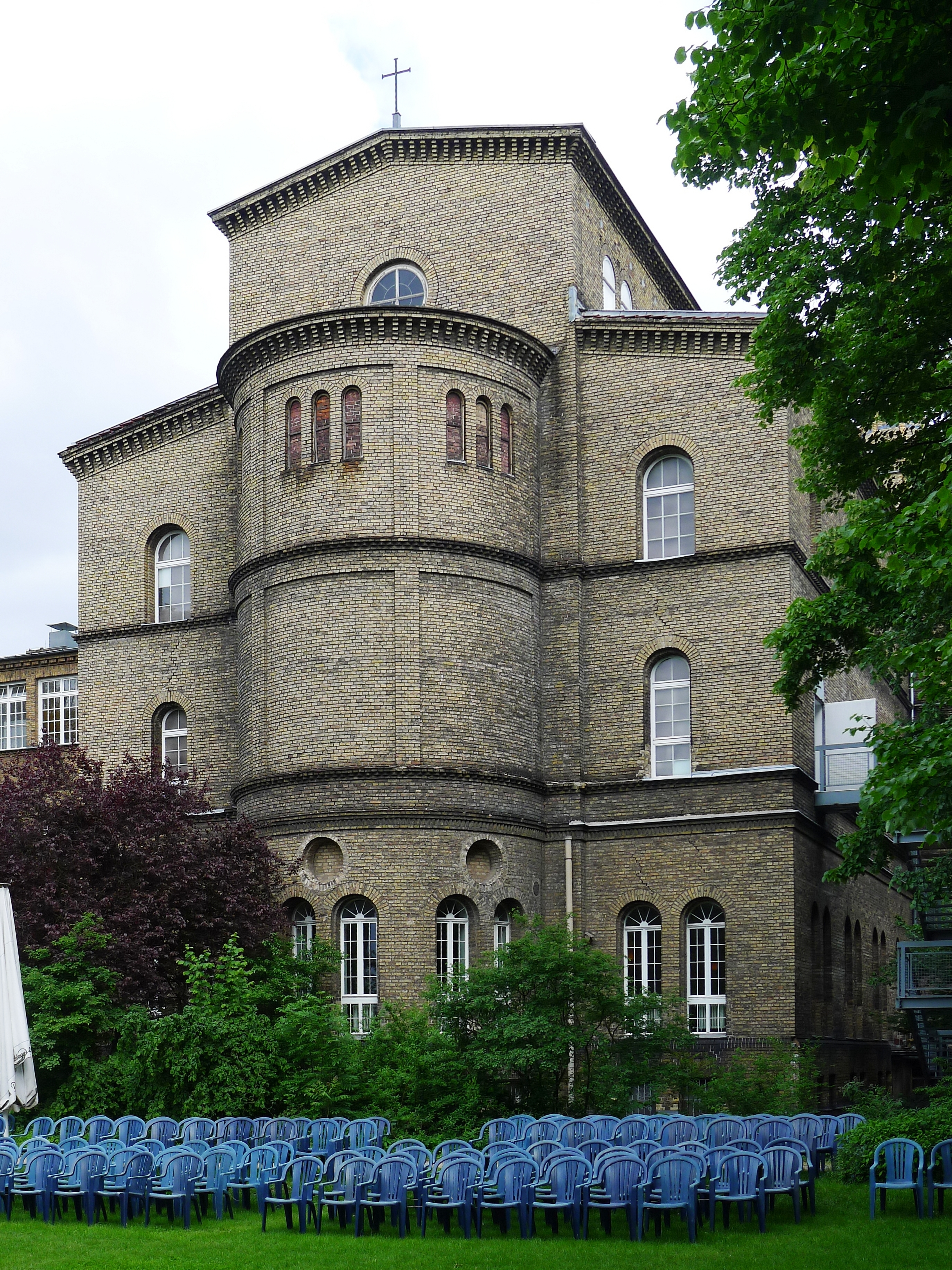
Kirche im Bethanien

Die ehemalige evangelische Krankenhauskirche im Bethanien am Mariannenplatz 2 im Berliner Ortsteil Kreuzberg des heutigen Bezirks Friedrichshain-Kreuzberg ist Bestandteil des Gebäudekomplexes, der 1845–1847 von Theodor August Stein im Rundbogenstil nach einer Entwurfsplanung von Ludwig Persius errichtet wurde.

## Geschichte
Gegründet wurde das Bethanien im Auftrag von König Friedrich Wilhelm IV. Da der Gebäudekomplex nicht nur als Krankenhaus diente, sondern hier auch die Diakonissen lebten, wurde eine Kirche vorgesehen, die insgesamt Platz für 300 Gläubige bot. Die Gemeinde war zwar sehr klein, dennoch wurde eine eigene Parochie gegründet. Das Kirchenpatronat nahm das Krankenhaus wahr. Die Grundsteinlegung für den Gebäudekomplex war am 23. Juli 1845, die Einweihung am 10. Oktober 1847. Den Namen Bethanien erhielt die Anstalt auf Vorschlag des Königs nach dem Ort, an dem Jesus den Lazarus von den Toten auferweckt haben soll. Ab 1855 war das Diakonissenkrankenhaus Stiftung der evangelischen Kirche. 1970 kaufte das Land Berlin das Krankenhaus. Nach dessen Schließung zugunsten der Auslastung des Klinikums Am Urban wurde auch der Kirchsaal nicht mehr für Gottesdienste genutzt. Die Räume des Haupthauses wurden 1974 vom Künstlerhaus Bethanien bezogen. Der ehemalige Kirchsaal wurde zum Studio l umgewandelt.

## Baubeschreibung
Das Hauptgebäude ist ein mit gelben Klinkern verblendeter Mauerwerksbau. Hinter dem Risalit in der Mitte des Hauptgebäudes, in der Mittelachse zum Garten befindet sich im ersten und zweiten Obergeschoss eine dreischiffige Basilika mit vier Jochen. Mittelschiff und Seitenschiffe sind durch Arkaden getrennt. Die dreiseitig umlaufende Empore besitzt als Brüstung ein zweibahniges Maßwerk. Durch die Empore auf der Eingangsseite entstand eine niedrige Vorhalle. Die Apsis hat die Höhe der Seitenschiffe, ihre Fenster oberhalb der Altarrückwand sind inzwischen zugemauert. Die Emporen sind nur vom zweiten Obergeschoss aus zugänglich und ermöglichten auch den Patienten den Besuch des Gottesdienstes. Im Erdgeschoss des Baukörpers lagen Räume des Krankenhauses. Zwischen den Reihen aus Bogenfenstern liegen Gesimse. Friese befinden sich unterhalb der Dachtraufe und an den Giebeln des Mittelschiffes und der Seitenschiffe. Das Mittelschiff ist mit einem flach geneigten Satteldach bedeckt, die Obergaden sind ebenfalls zugemauert. Die Seitenschiffe tragen Pultdächer, die Apsis hat ein halbes Kegeldach. Die Kirche war farbig ausgemalt, mittlerweile ist sie komplett in weiß gehalten, nur der Fußboden ist dunkel.
Neben der Uhrglocke aus Gussstahl hängt in der Glockenstube ein Geläut aus drei Bronzeglocken, das 1962 von Petit & Gebr. Edelbrock hergestellt wurde.
| Schlagton | Gewicht (kg) | Durchmesser (cm) | Höhe (cm) | Inschrift  |
| --------- | ------------ | ---------------- | --------- | ---------- |
| as'       | 550          | 97               | 84        | PSALM 84.  |
| b'        | 370          | 85               | 71        | PSALM 126. |
| des"      | 220          | 71               | 61        | PSALM 100. |